# Parafia Najświętszej Maryi Panny z La Salette w Poznaniu
Parafia Najświętszej Maryi Panny z La Salette w Poznaniu – rzymskokatolicka parafia w dekanacie Poznań-Łazarz obejmująca terytorialnie północną część Junikowa.
Parafia prowadzona jest przez księży Misjonarzy Świętej Rodziny (MSF).
Obecnie trwa budowa kościoła parafialnego.

## Grupy parafialne
- Parafialny zespół Caritas,
- Ministranci,
- Marianki,
- Straż Honorowa NSPJ,
- Grupa Misyjna.